# Manuel Eitel
Manuel Eitel (né le 28 janvier 1997) est un athlète allemand, spécialiste des épreuves combinées.

## Carrière
Son record personnel est de 8 121 points obtenu en 2018 au Mehrkampf-Meeting Ratingen.
Il détient le record d'Europe juniors du relais 4 x 100 m en 39 s 13, ce qui lui vaut la médaille de bronze lors des Championnats du monde juniors d'athlétisme 2016.

## Palmarès
| Date | Compétition                   | Lieu      | Résultat | Épreuve   | Marque    |
| ---- | ----------------------------- | --------- | -------- | --------- | --------- |
| 2016 | Championnats du monde juniors | Bydgoszcz | 3e       | 4 x 100 m | 39 s 13   |
| 2019 | Championnats d'Europe espoirs | Gävle     | 3e       | Décathlon | 8 067 pts |
| 2023 | Championnats du monde         | Budapest  | 11e      | Décathlon | 8 191 pts |